# Saison 2023-2024 des Rockets de Houston
La saison 2023-2024 des Rockets de Houston est la 57e saison de la franchise en National Basketball Association (NBA) et la 53e saison dans la ville de Houston.
Le 7 avril, les Rockets sont éliminés de la course aux playoffs. 

## Draft
| Tour | Choix | Joueur        | Poste | Nationalité | Provenance                    |
| ---- | ----- | ------------- | ----- | ----------- | ----------------------------- |
| 1    | 4     | Amen Thompson | PG    | États-Unis  | City Reapers (Overtime Elite) |
| 1    | 20    | Cam Whitmore  | SF    | États-Unis  | Wildcats de Villanova         |

## Matchs

### Summer League
| Summer League Total: 5-1 |

| Match | Date match | Équipe        | Score     | Meilleur marqueur     | Meilleur rebondeur        | Meilleur passeur     | Lieux Spectateurs      | Série |
| ----- | ---------- | ------------- | --------- | --------------------- | ------------------------- | -------------------- | ---------------------- | ----- |
| 1     | 7 juillet  | Portland      | V 100-99  | Jabari Smith Jr. (33) | Cam Whitmore (11)         | Eason, Thompson (5)  | Thomas & Mack Center 0 | 1 - 0 |
| 2     | 9 juillet  | Détroit       | V 113-101 | Jabari Smith Jr. (38) | Tari Eason (9)            | Jabari Smith Jr. (6) | Thomas & Mack Center 0 | 2 - 0 |
| 3     | 11 juillet | Oklahoma City | V 105-92  | Trevor Hudgins (26)   | Matthew Mayer (10)        | Trevor Hudgins (7)   | Thomas & Mack Center 0 | 3 - 0 |
| 4     | 13 juillet | Golden State  | V 118-101 | Cam Whitmore (26)     | Matthew Mayer (8)         | Trevor Hudgins (11)  | Thomas & Mack Center 0 | 4 - 0 |
| 5     | 16 juillet | Utah          | V 115-101 | Nate Hinton (27)      | Jermaine Samuels Jr. (10) | Trevor Hudgins (9)   | Thomas & Mack Center 0 | 5 - 0 |
| 6     | 17 juillet | Cleveland     | D 78-99   | Nate Hinton (18)      | Nate Hinton (10)          | Trevor Hudgins (7)   | Thomas & Mack Center 0 | 5 - 1 |

### Pré-saison
| Pré-saison Total: 4-1 (Domicile : 2-0; Extérieur : 2-1) |

| Match | Date match | Équipe                | Score     | Meilleur marqueur         | Meilleur rebondeur     | Meilleur passeur     | Lieux Spectateurs        | Série |
| ----- | ---------- | --------------------- | --------- | ------------------------- | ---------------------- | -------------------- | ------------------------ | ----- |
| 1     | 10 octobre | Indiana               | V 122-103 | Şengün, Whitmore (15)     | Amen Thompson (9)      | Şengün, VanVleet (4) | Toyota Center 12 680     | 1 - 0 |
| 2     | 12 octobre | @ La Nouvelle-Orléans | V 120-87  | Jabari Smith Jr. (22)     | Jabari Smith Jr. (9)   | Quatre joueurs (4)   | Legacy Arena 11 589      | 2 - 0 |
| 3     | 16 octobre | @ San Antonio         | V 99-89   | Thompson, Whitmore (15)   | Holiday, Smith Jr. (9) | Aaron Holiday (6)    | Frost Bank Center 16 030 | 3 - 0 |
| 4     | 18 octobre | @ San Antonio         | D 103-117 | Jabari Smith Jr. (20)     | Jeenathan Williams (8) | Amen Thompson (4)    | Frost Bank Center 17 236 | 3 - 1 |
| 5     | 20 octobre | Miami                 | V 110-104 | Jal. Green, VanVleet (20) | Alperen Şengün (12)    | Fred VanVleet (6)    | Toyota Center 18 055     | 4 - 1 |

### Saison régulière
| Saison régulière Total: 41-41 (Domicile : 27-14; Extérieur : 14-27) |

| Match | Date       | Équipe        | Score          | Meilleur marqueur   | Meilleur rebondeur  | Meilleur passeur   | Lieux Spectateurs        | Série |
| ----- | ---------- | ------------- | -------------- | ------------------- | ------------------- | ------------------ | ------------------------ | ----- |
| 1     | 25 octobre | @ Orlando     | D 86-116       | Trois joueurs (14)  | Alperen Şengün (8)  | Alperen Şengün (6) | Amway Center 18 846      | 0 - 1 |
| 2     | 27 octobre | @ San Antonio | D 122-126 (OT) | Alperen Şengün (25) | Alperen Şengün (14) | Fred VanVleet (12) | Frost Bank Center 18 354 | 0 - 2 |
| 3     | 29 octobre | Golden State  | D 95-106       | Jalen Green (21)    | Jalen Green (9)     | Alperen Şengün (7) | Toyota Center 18 055     | 0 - 3 |

| Match                                                                      | Date match   | Équipe               | Score     | Meilleur marqueur   | Meilleur rebondeur     | Meilleur passeur    | Lieux Spectateurs               | Série |
| -------------------------------------------------------------------------- | ------------ | -------------------- | --------- | ------------------- | ---------------------- | ------------------- | ------------------------------- | ----- |
| 4                                                                          | 1er novembre | Charlotte            | V 128-119 | Jalen Green (23)    | Alperen Şengün (7)     | Fred VanVleet (11)  | Toyota Center 16 263            | 1 - 3 |
| 5                                                                          | 4 novembre   | Sacramento           | V 107-89  | Dillon Brooks (26)  | Jabari Smith Jr. (11)  | Fred VanVleet (12)  | Toyota Center 18 055            | 2 - 3 |
| 6                                                                          | 6 novembre   | Sacramento           | V 122-97  | Jalen Green (23)    | Alperen Şengün (8)     | Alperen Şengün (12) | Toyota Center 15 130            | 3 - 3 |
| 7                                                                          | 8 novembre   | L.A. Lakers          | V 128-94  | Jalen Green (28)    | Tari Eason (9)         | Fred VanVleet (10)  | Toyota Center 18 055            | 4 - 3 |
| 8                                                                          | 10 novembre  | La Nouvelle-Orléans* | V 104-101 | Jalen Green (25)    | Eason, Şengün (8)      | Fred VanVleet (8)   | Toyota Center 16 236            | 5 - 3 |
| 9                                                                          | 12 novembre  | Denver               | V 107-104 | Fred VanVleet (26)  | Green, Şengün (8)      | Green, Şengün (5)   | Toyota Center 18 055            | 6 - 3 |
| 10                                                                         | 17 novembre  | @ L.A. Clippers*     | D 100-106 | Alperen Şengün (23) | Şengün, VanVleet (8)   | Fred VanVleet (10)  | Crypto.com Arena 19 370         | 6 - 4 |
| 11                                                                         | 19 novembre  | @ L.A. Lakers        | D 104-105 | Dillon Brooks (24)  | Alperen Şengün (10)    | Fred VanVleet (16)  | Crypto.com Arena 18 997         | 6 - 5 |
| 12                                                                         | 20 novembre  | @ Golden State       | D 116-121 | Alperen Şengün (30) | Alperen Şengün (13)    | Fred VanVleet (14)  | Chase Center 18 064             | 6 - 6 |
| 13                                                                         | 22 novembre  | Memphis              | V 111-91  | Jalen Green (34)    | Smith Jr., Tate (9)    | Trois joueurs (4)   | Toyota Center 18 055            | 7 - 6 |
| 14                                                                         | 24 novembre  | Denver*              | V 105-86  | Jalen Green (25)    | Şengün, Smith Jr. (15) | Fred VanVleet (11)  | Toyota Center 18 055            | 8 - 6 |
| 15                                                                         | 28 novembre  | @ Dallas*            | D 115-121 | Alperen Şengün (31) | Şengün, Smith Jr. (9)  | Fred VanVleet (12)  | American Airlines Center 20 103 | 8 - 7 |
| 16                                                                         | 29 novembre  | @ Denver             | D 124-134 | Jalen Green (26)    | Şengün, Smith Jr. (7)  | Jalen Green (9)     | Ball Arena 19 590               | 8 - 8 |
| *Matchs comptant pour la phase de groupe du NBA In-Season Tournament 2023. |              |                      |           |                     |                        |                     |                                 |       |

| Match | Date match  | Équipe                | Score          | Meilleur marqueur     | Meilleur rebondeur     | Meilleur passeur        | Lieux Spectateurs                 | Série   |
| ----- | ----------- | --------------------- | -------------- | --------------------- | ---------------------- | ----------------------- | --------------------------------- | ------- |
| 17    | 2 décembre  | @ L.A. Lakers         | D 97-107       | Fred VanVleet (22)    | Alperen Şengün (13)    | Fred VanVleet (7)       | Crypto.com Arena 18 997           | 8 - 9   |
| 18    | 6 décembre  | Oklahoma City         | V 110-101      | Dillon Brooks (23)    | Jabari Smith Jr. (18)  | Fred VanVleet (9)       | Toyota Center 16 291              | 9 - 9   |
| 19    | 8 décembre  | @ Denver              | V 114-106      | Fred VanVleet (26)    | Şengün, Smith Jr. (10) | Alperen Şengün (7)      | Ball Arena 19 544                 | 10 - 9  |
| 20    | 11 décembre | San Antonio           | V 93-82        | Tari Eason (18)       | Tari Eason (14)        | Smith Jr., VanVleet (5) | Toyota Center 16 481              | 11 - 9  |
| 21    | 13 décembre | Memphis               | V 117-104      | Tari Eason (25)       | Tari Eason (14)        | Fred VanVleet (9)       | Toyota Center 16 481              | 12 - 9  |
| 22    | 15 décembre | @ Memphis             | V 103-96       | Dillon Brooks (26)    | Jabari Smith Jr. (12)  | Fred VanVleet (8)       | FedExForum 16 941                 | 13 - 9  |
| 23    | 17 décembre | @ Milwaukee           | D 119-128      | Fred VanVleet (22)    | Alperen Şengün (8)     | Jalen Green (7)         | Fiserv Forum 17 341               | 13 - 10 |
| 24    | 18 décembre | @ Cleveland           | D 130-135 (OT) | Fred VanVleet (27)    | Trois joueurs (8)      | Fred VanVleet (17)      | Rocket Mortgage FieldHouse 19 432 | 13 - 11 |
| 25    | 20 décembre | Atlanta               | D 127-134      | Jabari Smith Jr. (34) | Jabari Smith Jr. (13)  | Fred VanVleet (15)      | Toyota Center 18 055              | 13 - 12 |
| 26    | 22 décembre | Dallas                | V 122-96       | Alperen Şengün (22)   | Alperen Şengün (25)    | Trois joueurs (4)       | Toyota Center 18 055              | 14 - 12 |
| 27    | 23 décembre | @ La Nouvelle-Orléans | V 106-104      | Alperen Şengün (37)   | Şengün, Smith Jr. (11) | Alperen Şengün (6)      | Smoothie King Center 17 399       | 15 - 12 |
| 28    | 26 décembre | Indiana               | D 117-123      | Alperen Şengün (30)   | Alperen Şengün (16)    | Fred VanVleet (9)       | Toyota Center 18 055              | 15 - 13 |
| 29    | 27 décembre | Phoenix               | D 113-129      | Alperen Şengün (24)   | Green, Şengün (5)      | Fred VanVleet (6)       | Toyota Center 18 055              | 15 - 14 |
| 30    | 29 décembre | Philadelphie          | D 127-131      | Fred VanVleet (33)    | Tari Eason (11)        | Fred VanVleet (10)      | Toyota Center 18 055              | 15 - 15 |

| Match | Date match  | Équipe              | Score          | Meilleur marqueur   | Meilleur rebondeur    | Meilleur passeur    | Lieux Spectateurs            | Série   |
| ----- | ----------- | ------------------- | -------------- | ------------------- | --------------------- | ------------------- | ---------------------------- | ------- |
| 31    | 1er janvier | Détroit             | V 136-113      | Alperen Şengün (26) | Jabari Smith Jr. (6)  | Alperen Şengün (9)  | Toyota Center 18 055         | 16 - 15 |
| 32    | 3 janvier   | Brooklyn            | V 112-101      | Alperen Şengün (30) | Jabari Smith Jr. (12) | Fred VanVleet (10)  | Toyota Center 16 563         | 17 - 15 |
| 33    | 5 janvier   | Minnesota           | D 95-122       | Jalen Green (20)    | Jabari Smith Jr. (9)  | Fred VanVleet (8)   | Toyota Center 18 055         | 17 - 16 |
| 34    | 6 janvier   | Milwaukee           | V 112-108      | Alperen Şengün (21) | Jabari Smith Jr. (12) | Fred VanVleet (7)   | Toyota Center 18 055         | 18 - 16 |
| 35    | 8 janvier   | @ Miami             | D 113-120      | Fred VanVleet (32)  | Alperen Şengün (11)   | Fred VanVleet (7)   | Kaseya Center 19 694         | 18 - 17 |
| 36    | 10 janvier  | @ Chicago           | D 119-124 (OT) | Alperen Şengün (25) | Jabari Smith Jr. (15) | Fred VanVleet (10)  | United Center 21 149         | 18 - 18 |
| 37    | 12 janvier  | @ Détroit           | V 112-110      | Alperen Şengün (29) | Jabari Smith Jr. (11) | Fred VanVleet (12)  | Little Caesars Arena 13 987  | 19 - 18 |
| 38    | 13 janvier  | @ Boston            | D 113-145      | Cam Whitmore (22)   | Şengün, Thompson (10) | Fred VanVleet (7)   | TD Garden 19 156             | 19 - 19 |
| 39    | 15 janvier  | @ Philadelphie      | D 115-124      | Jalen Green (20)    | Alperen Şengün (9)    | Alperen Şengün (6)  | Wells Fargo Center 20 822    | 19 - 20 |
| 40    | 17 janvier  | @ New York          | D 94-109       | Fred VanVleet (24)  | Alperen Şengün (10)   | Fred VanVleet (12)  | Madison Square Garden 19 439 | 19 - 21 |
| 41    | 20 janvier  | Utah                | V 127-126 (OT) | Alperen Şengün (37) | Alperen Şengün (14)   | Fred VanVleet (7)   | Toyota Center 16 618         | 20 - 21 |
| 42    | 21 janvier  | Boston              | D 107-116      | Dillon Brooks (25)  | Amen Thompson (14)    | Alperen Şengün (10) | Toyota Center 18 055         | 20 - 22 |
| 43    | 24 janvier  | Portland            | D 131-137 (OT) | Alperen Şengün (30) | Alperen Şengün (10)   | Alperen Şengün (8)  | Toyota Center 18 055         | 20 - 23 |
| 44    | 26 janvier  | @ Charlotte         | V 138-104      | Jalen Green (36)    | Cam Whitmore (11)     | Amen Thompson (8)   | Spectrum Center 18 055       | 21 - 23 |
| 45    | 27 janvier  | @ Brooklyn          | D 104-106      | Trois joueurs (19)  | Alperen Şengün (11)   | Fred VanVleet (8)   | Barclays Center 17 732       | 21 - 24 |
| 46    | 29 janvier  | L.A. Lakers         | V 135-119      | Jalen Green (34)    | Green, Şengün (12)    | Fred VanVleet (14)  | Toyota Center 18 055         | 22 - 24 |
| 47    | 31 janvier  | La Nouvelle-Orléans | D 99-110       | Jalen Green (31)    | Alperen Şengün (10)   | Alperen Şengün (5)  | Toyota Center 18 055         | 22 - 25 |

| Match                  | Date match | Équipe                | Score     | Meilleur marqueur        | Meilleur rebondeur    | Meilleur passeur     | Lieux Spectateurs            | Série   |
| ---------------------- | ---------- | --------------------- | --------- | ------------------------ | --------------------- | -------------------- | ---------------------------- | ------- |
| 48                     | 2 février  | Toronto               | V 135-106 | Cam Whitmore (25)        | Alperen Şengün (13)   | Alperen Şengün (8)   | Toyota Center 18 055         | 23 - 25 |
| 49                     | 4 février  | @ Minnesota           | D 90-111  | Alperen Şengün (15)      | Alperen Şengün (10)   | Jalen Green (7)      | Target Center 18 024         | 23 - 26 |
| 50                     | 6 février  | @ Indiana             | D 129-132 | Dillon Brooks (23)       | Amen Thompson (13)    | Şengün, Thompson (6) | Gainbridge Fieldhouse 15 571 | 23 - 27 |
| 51                     | 9 février  | @ Toronto             | D 104-107 | Dillon Brooks (20)       | Jabari Smith Jr. (11) | Aaron Holiday (5)    | Scotiabank Arena 19 800      | 23 - 28 |
| 52                     | 10 février | @ Atlanta             | D 113-122 | Jalen Green (26)         | Jalen Green (14)      | Jalen Green (10)     | State Farm Arena 17 503      | 23 - 29 |
| 53                     | 12 février | New York              | V 105-103 | Dillon Brooks (23)       | Amen Thompson (13)    | Alperen Şengün (6)   | Toyota Center 16 790         | 24 - 29 |
| 54                     | 14 février | @ Memphis             | D 113-121 | Quatre joueurs (19)      | Amen Thompson (12)    | Alperen Şengün (6)   | FedExForum 15 012            | 24 - 30 |
| NBA All-Star Game 2024 |            |                       |           |                          |                       |                      |                              |         |
| 55                     | 22 février | @ La Nouvelle-Orléans | D 105-127 | Amen Thompson (22)       | Alperen Şengün (9)    | Fred VanVleet (6)    | Smoothie King Center 17 421  | 24 - 31 |
| 56                     | 23 février | Phoenix               | V 114-110 | Fred VanVleet (23)       | Jabari Smith Jr. (16) | Fred VanVleet (5)    | Toyota Center 18 055         | 25 - 31 |
| 57                     | 25 février | Oklahoma City         | D 110-123 | Smith Jr., VanVleet (20) | Jabari Smith Jr. (17) | Green, Smith Jr. (4) | Toyota Center 18 055         | 25 - 32 |
| 58                     | 27 février | @ Oklahoma City       | D 95-112  | Alperen Şengün (23)      | Jabari Smith Jr. (13) | Alperen Şengün (6)   | Paycom Center 17 164         | 25 - 33 |
| 59                     | 29 février | @ Phoenix             | D 105-110 | Jalen Green (34)         | Jabari Smith Jr. (16) | Fred VanVleet (5)    | Footprint Center 17 071      | 25 - 34 |

| Match | Date match | Équipe          | Score          | Meilleur marqueur     | Meilleur rebondeur      | Meilleur passeur      | Lieux Spectateurs        | Série   |
| ----- | ---------- | --------------- | -------------- | --------------------- | ----------------------- | --------------------- | ------------------------ | ------- |
| 60    | 2 mars     | @ Phoenix       | V 118-109      | Jalen Green (34)      | Alperen Şengün (10)     | Fred VanVleet (11)    | Footprint Center 17 071  | 26 - 34 |
| 61    | 5 mars     | San Antonio     | V 114-101      | Alperen Şengün (45)   | Alperen Şengün (16)     | Fred VanVleet (10)    | Toyota Center 16 734     | 27 - 34 |
| 62    | 6 mars     | L.A. Clippers   | D 116-122      | Alperen Şengün (23)   | Alperen Şengün (19)     | Alperen Şengün (14)   | Toyota Center 17 033     | 27 - 35 |
| 63    | 8 mars     | @ Portland      | V 123-107      | Jalen Green (27)      | Şengün, Smith Jr. (9)   | Fred VanVleet (10)    | Moda Center 18 139       | 28 - 35 |
| 64    | 10 mars    | @ Sacramento    | V 112-104      | Fred VanVleet (22)    | Jabari Smith Jr. (11)   | Fred VanVleet (9)     | Golden 1 Center 18 022   | 29 - 35 |
| 65    | 12 mars    | @ San Antonio   | V 103-101      | Fred VanVleet (21)    | Jabari Smith Jr. (9)    | Fred VanVleet (7)     | Frost Bank Center 18 751 | 30 - 35 |
| 66    | 14 mars    | Washington      | V 135-119      | Jalen Green (37)      | Amen Thompson (11)      | Fred VanVleet (9)     | Toyota Center 18 055     | 31 - 35 |
| 67    | 16 mars    | Cleveland       | V 117-103      | Jalen Green (26)      | Jalen Green (11)        | Fred VanVleet (16)    | Toyota Center 18 055     | 32 - 35 |
| 68    | 19 mars    | @ Washington    | V 137-114      | Jalen Green (42)      | Jabari Smith Jr. (14)   | Fred VanVleet (11)    | Capital One Arena 14 137 | 33 - 35 |
| 69    | 21 mars    | Chicago         | V 127-117      | Jalen Green (26)      | Jock Landale (12)       | Fred VanVleet (12)    | Toyota Center 17 016     | 34 - 35 |
| 70    | 23 mars    | Utah            | V 147-119      | Jalen Green (41)      | Amen Thompson (10)      | Fred VanVleet (7)     | Toyota Center 18 055     | 35 - 35 |
| 71    | 25 mars    | Portland        | V 110-92       | Jalen Green (27)      | Landale, Thompson (9)   | Holiday, VanVleet (4) | Toyota Center 16 537     | 36 - 35 |
| 72    | 27 mars    | @ Oklahoma City | V 132-126 (OT) | Jalen Green (37)      | Amen Thompson (15)      | Jalen Green (7)       | Paycom Center 17 438     | 37 - 35 |
| 73    | 29 mars    | @ Utah          | V 101-100      | Jalen Green (34)      | Amen Thompson (14)      | Green, VanVleet (6)   | Delta Center 18 206      | 38 - 35 |
| 74    | 31 mars    | Dallas          | D 107-125      | Jabari Smith Jr. (28) | Smith Jr., Thompson (7) | Fred VanVleet (7)     | Toyota Center 18 055     | 38 - 36 |

| Match | Date match | Équipe          | Score          | Meilleur marqueur     | Meilleur rebondeur     | Meilleur passeur   | Lieux Spectateurs               | Série   |
| ----- | ---------- | --------------- | -------------- | --------------------- | ---------------------- | ------------------ | ------------------------------- | ------- |
| 75    | 2 avril    | @ Minnesota     | D 106-113      | Jalen Green (26)      | Amen Thompson (9)      | Jalen Green (6)    | Target Center 18 024            | 38 - 37 |
| 76    | 4 avril    | Golden State    | D 110-133      | Jabari Smith Jr. (24) | Jock Landale (6)       | Fred VanVleet (9)  | Toyota Center 18 055            | 38 - 38 |
| 77    | 5 avril    | Miami           | D 104-119      | Jalen Green (21)      | Jabari Smith Jr. (8)   | Fred VanVleet (8)  | Toyota Center 18 055            | 38 - 39 |
| 78    | 7 avril    | @ Dallas        | D 136-147 (OT) | Dillon Brooks (29)    | Jabari Smith Jr. (9)   | Fred VanVleet (12) | American Airlines Center 20 317 | 38 - 40 |
| 79    | 9 avril    | Orlando         | V 118-106      | Fred VanVleet (37)    | Thompson, VanVleet (8) | Fred VanVleet (6)  | Toyota Center 18 055            | 39 - 40 |
| 80    | 11 avril   | @ Utah          | D 121-124      | Fred VanVleet (42)    | Amen Thompson (10)     | Fred VanVleet (7)  | Delta Center 18 206             | 39 - 41 |
| 81    | 12 avril   | @ Portland      | V 116-107      | Jalen Green (26)      | Amen Thompson (15)     | Amen Thompson (6)  | Moda Center 18 630              | 40 - 41 |
| 82    | 14 avril   | @ L.A. Clippers | V 116-105      | Cam Whitmore (21)     | Amen Thompson (11)     | Amen Thompson (10) | Crypto.com Arena 19 370         | 41 - 41 |

### Confrontations en saison régulière
| Conférence Est      | Conférence Est                              | Conférence Est                              | Conférence Ouest                            | Conférence Ouest                            | Conférence Ouest                            | Conférence Ouest                            | Conférence Ouest                            |
| Division Atlantique | Division Atlantique                         | Division Atlantique                         | Division Nord-Ouest                         | Division Nord-Ouest                         | Division Nord-Ouest                         | Division Nord-Ouest                         | Division Nord-Ouest                         |
| Équipe              | Domicile                                    | Extérieur                                   | Équipe                                      | Domicile                                    | Domicile                                    | Extérieur                                   | Extérieur                                   |
| ------------------- | ------------------------------------------- | ------------------------------------------- | ------------------------------------------- | ------------------------------------------- | ------------------------------------------- | ------------------------------------------- | ------------------------------------------- |
| Boston              | 107-116                                     | 113-145                                     | Denver                                      | 107-104                                     | 105-86                                      | 124-134                                     | 114-106                                     |
| Brooklyn            | 112-101                                     | 104-106                                     | Minnesota                                   | 95-122                                      |                                             | 90-111                                      | 106-113                                     |
| New York            | 105-103                                     | 94-109                                      | Oklahoma City                               | 110-101                                     | 110-123                                     | 95-112                                      | 132-126 (OT)                                |
| Philadelphie        | 127-131                                     | 115-124                                     | Portland                                    | 131-137 (OT)                                | 110-92                                      | 123-107                                     | 116-107                                     |
| Toronto             | 135-106                                     | 104-107                                     | Utah                                        | 127-126 (OT)                                | 147-119                                     | 101-100                                     | 121-124                                     |
| Division            | 4-7 (Domicile : 4-2; Extérieur : 0-5)       | 4-7 (Domicile : 4-2; Extérieur : 0-5)       | Division                                    | 11-8 (Domicile : 6-3; Extérieur : 5-5)      | 11-8 (Domicile : 6-3; Extérieur : 5-5)      | 11-8 (Domicile : 6-3; Extérieur : 5-5)      | 11-8 (Domicile : 6-3; Extérieur : 5-5)      |
| Division Centrale   | Division Centrale                           | Division Centrale                           | Division Pacifique                          | Division Pacifique                          | Division Pacifique                          | Division Pacifique                          | Division Pacifique                          |
| Équipe              | Domicile                                    | Extérieur                                   | Équipe                                      | Domicile                                    | Domicile                                    | Extérieur                                   | Extérieur                                   |
| Chicago             | 127-117                                     | 119-124 (OT)                                | Golden State                                | 95-106                                      | 110-133                                     | 116-121                                     |                                             |
| Cleveland           | 117-103                                     | 130-135 (OT)                                | L.A. Clippers                               | 116-122                                     |                                             | 100-106                                     | 116-105                                     |
| Detroit             | 136-113                                     | 112-110                                     | L.A. Lakers                                 | 128-94                                      | 135-119                                     | 104-105                                     | 97-107                                      |
| Indiana             | 117-123                                     | 129-132                                     | Phoenix                                     | 113-129                                     | 114-110                                     | 105-110                                     | 118-109                                     |
| Milwaukee           | 112-108                                     | 119-128                                     | Sacramento                                  | 107-89                                      | 122-97                                      | 112-104                                     |                                             |
| Division            | 5-5 (Domicile : 4-1; Extérieur : 1-4)       | 5-5 (Domicile : 4-1; Extérieur : 1-4)       | Division                                    | 8-9 (Domicile : 5-4; Extérieur : 3-5)       | 8-9 (Domicile : 5-4; Extérieur : 3-5)       | 8-9 (Domicile : 5-4; Extérieur : 3-5)       | 8-9 (Domicile : 5-4; Extérieur : 3-5)       |
| Division Sud-Est    | Division Sud-Est                            | Division Sud-Est                            | Division Sud-Ouest                          | Division Sud-Ouest                          | Division Sud-Ouest                          | Division Sud-Ouest                          | Division Sud-Ouest                          |
| Équipe              | Domicile                                    | Extérieur                                   | Équipe                                      | Domicile                                    | Domicile                                    | Extérieur                                   | Extérieur                                   |
| Atlanta             | 127-134                                     | 113-122                                     | Dallas                                      | 122-96                                      | 107-125                                     | 115-121                                     | 136-147 (OT)                                |
| Charlotte           | 128-119                                     | 138-104                                     |                                             |                                             |                                             |                                             |                                             |
| Miami               | 104-119                                     | 113-120                                     | Memphis                                     | 111-91                                      | 117-104                                     | 103-96                                      | 113-121                                     |
| Orlando             | 118-106                                     | 86-116                                      | New Orleans                                 | 104-101                                     | 99-110                                      | 106-104                                     | 105-127                                     |
| Washington          | 135-119                                     | 137-114                                     | San Antonio                                 | 93-82                                       | 114-101                                     | 122-126 (OT)                                | 103-101                                     |
| Division            | 5-5 (Domicile : 3-2; Extérieur : 2-3)       | 5-5 (Domicile : 3-2; Extérieur : 2-3)       | Division                                    | 9-7 (Domicile : 6-2; Extérieur : 3-5)       | 9-7 (Domicile : 6-2; Extérieur : 3-5)       | 9-7 (Domicile : 6-2; Extérieur : 3-5)       | 9-7 (Domicile : 6-2; Extérieur : 3-5)       |
| Conférence          | 13-17 (Domicile : 10-5; Extérieur : 3-12)   | 13-17 (Domicile : 10-5; Extérieur : 3-12)   | Conférence                                  | 28-24 (Domicile : 17-9; Extérieur : 11-15)  | 28-24 (Domicile : 17-9; Extérieur : 11-15)  | 28-24 (Domicile : 17-9; Extérieur : 11-15)  | 28-24 (Domicile : 17-9; Extérieur : 11-15)  |
| Total               | 41-41 (Domicile : 27-14; Extérieur : 14-27) | 41-41 (Domicile : 27-14; Extérieur : 14-27) | 41-41 (Domicile : 27-14; Extérieur : 14-27) | 41-41 (Domicile : 27-14; Extérieur : 14-27) | 41-41 (Domicile : 27-14; Extérieur : 14-27) | 41-41 (Domicile : 27-14; Extérieur : 14-27) | 41-41 (Domicile : 27-14; Extérieur : 14-27) |

## Classements

### Saison régulière
| Conférence Ouest | Conférence Ouest                    | Conférence Ouest | Conférence Ouest | Conférence Ouest | Conférence Ouest | Conférence Ouest | Conférence Ouest |
| No               | Franchise                           | Vic.             | Def.             | MJ               | V/D              | GB               |                  |
| ---------------- | ----------------------------------- | ---------------- | ---------------- | ---------------- | ---------------- | ---------------- | ---------------- |
| 1                | c - Thunder d'Oklahoma City         | 57               | 25               | 82               | .695             | -                |                  |
| 2                | x - Nuggets de Denver               | 57               | 25               | 82               | .695             | -                |                  |
| 3                | x - Timberwolves du Minnesota       | 56               | 26               | 82               | .683             | 1                |                  |
| 4                | y - Clippers de Los Angeles         | 51               | 31               | 82               | .622             | 6                |                  |
| 5                | y - Mavericks de Dallas             | 50               | 32               | 82               | .610             | 7                |                  |
| 6                | x - Suns de Phoenix                 | 49               | 33               | 82               | .598             | 8                |                  |
|                  |                                     |                  |                  |                  |                  |                  |                  |
| 7                | x - Pelicans de La Nouvelle-Orléans | 49               | 33               | 82               | .598             | 8                |                  |
| 8                | x - Lakers de Los Angeles           | 47               | 35               | 82               | .573             | 10               |                  |
| 9                | pi - Kings de Sacramento            | 46               | 36               | 82               | .561             | 11               |                  |
| 10               | pi - Warriors de Golden State       | 46               | 36               | 82               | .561             | 11               |                  |
|                  |                                     |                  |                  |                  |                  |                  |                  |
| 11               | o - Rockets de Houston              | 41               | 41               | 82               | .500             | 16               |                  |
| 12               | o - Jazz de l'Utah                  | 31               | 51               | 82               | .378             | 26               |                  |
| 13               | o - Grizzlies de Memphis            | 27               | 55               | 82               | .329             | 30               |                  |
| 14               | o - Spurs de San Antonio            | 22               | 60               | 82               | .268             | 35               |                  |
| 15               | o - Trail Blazers de Portland       | 21               | 61               | 82               | .256             | 36               |                  |

| Division Sud-Ouest           | V  | D  | MJ | V/D  | GB | Dom   | Ext   | Div  |
| ---------------------------- | -- | -- | -- | ---- | -- | ----- | ----- | ---- |
| y - Mavericks de Dallas      | 50 | 32 | 82 | .610 | -  | 25-16 | 25-16 | 11-5 |
| x - Pelicans de Nlle-Orléans | 49 | 33 | 82 | .598 | 1  | 21-19 | 28-14 | 9-7  |
| o - Rockets de Houston       | 41 | 41 | 82 | .500 | 9  | 27-14 | 14-27 | 9-7  |
| o - Grizzlies de Memphis     | 27 | 55 | 82 | .329 | 23 | 9-32  | 18-23 | 8-8  |
| o - Spurs de San Antonio     | 22 | 60 | 82 | .268 | 28 | 12-29 | 10-31 | 3-13 |

### NBA In-Season Tournament
| Rang | Équipe                          | Pts | J | G | P | Pp  | Pc  | Diff |
| ---- | ------------------------------- | --- | - | - | - | --- | --- | ---- |
| 1    | Pelicans de La Nouvelle-Orléans | 7   | 4 | 3 | 1 | 463 | 430 | 33   |
| 2    | Rockets de Houston              | 6   | 4 | 2 | 2 | 424 | 414 | 10   |
| 3    | Mavericks de Dallas             | 6   | 4 | 2 | 2 | 489 | 497 | -8   |
| 4    | Nuggets de Denver               | 6   | 4 | 2 | 2 | 432 | 442 | -10  |
| 5    | Clippers de Los Angeles         | 5   | 4 | 1 | 3 | 446 | 471 | -25  |